# Selección de fútbol de Chad
La selección de fútbol de Chad es el equipo representativo del país en las competiciones oficiales. Su organización está a cargo de la Fédération Tchadienne de Football, perteneciente a la CAF y a la FIFA desde 1988. Juega de local en el Estadio Polideportivo Idriss Mahamat Ouya.

## Historia
La selección de fútbol de Chad no jugó un gran rol en el fútbol mundial hasta la década de los 90. No entraron a ninguna clasificación continental ni mundial hasta los primeros años de esa década que fue cuando jugaron su primer partido clasificatorio para la Copa Africana de Naciones de 1992. Hasta entonces, jugaron mayoritariamente partidos amistosos y copas menores, sobre todo contra equipos africanos.
La selección nacional tuvo un inicio difícil. Su primer partido internacional fue en L'Amitié Tournament, que tuvo lugar en Senegal en el año 1963, donde perdieron 2-1 contra Liberia. Poco después, perdieron 6-2 contra Dahomey (ahora Benín). Finalmente tuvieron éxito en partidos como contra Santo Tomé y Príncipe, a quienes vencieron 5-0 en 1976. Dicho plantel incluía a Nabatingue Toko, que jugó con clubes franceses desde mediados de los 70 hasta los 80.
Chad fue cuna de uno de los jugadores africanos más populares en Europa, Japhet N'Doram, quien jugó como delantero por el club francés F.C. Nantes desde el 1990 hasta el 1997, donde disputó 137 partidos y anotó 73 goles. Con su selección jugó 36 partidos y anotó 13 goles. Él finalizó su carrera en AS Monaco en 1998 tras una lesión sufrida contra su exequipo. 
La selección de fútbol de Chad nunca ha clasificado para un Copa Africana de Naciones ni para un Mundial de Fútbol. Su primera participación fue en las Eliminatorias al Mundial de Corea y Japón; donde fueron eliminados en primera ronda al perder contra Liberia 0-1 de visitante y empatando a 0 en casa. En 2003 fue su segundo intento para poder llegar a Alemania 2006 bajo el mandato de Yann Djim, sin embargo fueron eliminados por Angola -selección que clasificó a dicho mundial- por la regla del gol de visitante. Habían ganado en casa 3-1 con triplete de Francis Oumar Belonga, y perdieron 2-0 de visitante. Las Clasificatorias al Mundial de Sudáfrica 2010 trajeron más partidos para Chad, puesto que se iniciaba en una fase de grupos que compartieron con Malí, Sudán y Congo. Terminaron en el fondo de la tabla con 6 puntos (dos victorias y cuatro derrotas). Asimismo fracasaron 4 veces en llegar a la Copa Africana de Naciones.
En la Clasificación al Mundial 2014 Chad enfrentó a Tanzania en la primera ronda de play-off. Los tanzanos se pusieron arriba al vencer en Yamena 1-2. En el partido de vuelta, el chadiano Mahamat Ahmat Labo silenció al público local anotando tres minutos después del descanso, sin embargo no pudieron anotar más y Tanzania avanzó por la regla de los goles de visitante.
En la Clasificación para la Copa Africana de Naciones de 2013 jugaron contra Malawi. Chad ganó el primer partido 3-2 con doblete de Léger Djimrangar, pero en la vuelta perdieron 2-0. Las Eliminatorias para la CAN 2015 empezaron nuevamente ante Malawi; quienes los vencieron 2-0 en la ida. En Chad, los locales ganaban 3-0, pero el delantero Robin Ngalande entró desde el banco para convertirse en el salvador de su selección y anotar el 3-1 decisivo que dejaba fuera a Chad nuevamente por goles de visita.
El 13 de octubre de 2015, pasaron por primera vez de ronda en una clasificación mundialista, al vencer en la primera fase de la Clasificación al Mundial 2018 a Sierra Leona. En casa tomaron ventaja de 1-0 y de visita perdieron 2-1. Los tantos de ambos partidos fueron convertidos por Léger Djimrangar. Una de las victorias más importantes en su historia fue en la segunda ronda al batir a Egipto históricamente, el cual fue el subcampeón de la Copa Africana de Naciones de 2017, con gol de cabeza de Ezechiel Ndouasel. A pesar de ello, en el encuentro de vuelta, la eliminatoria ya había sido remontada en los primeros 10 minutos y Egipto goleó 4-0 en Alejandría.
Después de tres derrotas en el Grupo G de las eliminatorias a la CAN 2017, Chad se retiró de la competición a falta de tres partidos por restricciones financieras. Para la Clasificación para la Copa Africana de Naciones de 2019 no participaron por el mismo motivo anterior.

## Últimos partidos y próximos encuentros
Actualizado al último partido jugado el 10 de junio de 2025
| Fecha      | Ciudad    | Local               | Resultado | Visitante           | Competición                            |
| ---------- | --------- | ------------------- | --------- | ------------------- | -------------------------------------- |
| 06-09-2024 | Monrovia  | Sierra Leona        | 0:0       | Chad                | Clas. Copa Africana de Naciones 2025   |
| 10-09-2024 | Yaundé    | Chad                | 0:2       | Costa de Marfil     | Clas. Copa Africana de Naciones 2025   |
| 11-10-2024 | Ndola     | Zambia              | 0:0       | Chad                | Clas. Copa Africana de Naciones 2025   |
| 15-10-2024 | Yaundé    | Chad                | 0:1       | Zambia              | Clas. Copa Africana de Naciones 2025   |
| 13-11-2024 | Abiyán    | Chad                | 1:1       | Sierra Leona        | Clas. Copa Africana de Naciones 2025   |
| 19-11-2024 | Abiyán    | Costa de Marfil     | 4:0       | Chad                | Clas. Copa Africana de Naciones 2025   |
| 21-12-2024 | Abiyán    | Chad                | 1:1       | Rep. Dem. del Congo | Clasificación Campeonato Africano 2025 |
| 28-12-2024 | Kinsasa   | Rep. Dem. del Congo | 3:1       | Chad                | Clasificación Campeonato Africano 2025 |
| 21-03-2025 | Acra      | Ghana               | 5:0       | Chad                | Clasificación Copa Mundial 2026        |
| 25-03-2025 | Berkán    | Comoras             | 1:0       | Chad                | Clasificación Copa Mundial 2026        |
| 07-06-2025 | Marrakech | Chad                | 0:0       | Kenia               | Partido amistoso                       |
| 10-06-2025 | Marrakech | Kenia               | 2:1       | Chad                | Partido amistoso                       |

## Estadísticas

### Copa Mundial de Fútbol
| Copa Mundial de Fútbol | Copa Mundial de Fútbol | Copa Mundial de Fútbol | Copa Mundial de Fútbol | Copa Mundial de Fútbol | Copa Mundial de Fútbol | Copa Mundial de Fútbol | Copa Mundial de Fútbol |
| Año                    | Ronda                  | J                      | G                      | E                      | P                      | GF                     | GC                     |
| ---------------------- | ---------------------- | ---------------------- | ---------------------- | ---------------------- | ---------------------- | ---------------------- | ---------------------- |
| 1930 - 1958            | No clasificó           | No clasificó           | No clasificó           | No clasificó           | No clasificó           | No clasificó           | No clasificó           |
| 1962 - 1998            | No participó           | No participó           | No participó           | No participó           | No participó           | No participó           | No participó           |
| 2002                   | No clasificó           | No clasificó           | No clasificó           | No clasificó           | No clasificó           | No clasificó           | No clasificó           |
| 2006                   | No clasificó           | No clasificó           | No clasificó           | No clasificó           | No clasificó           | No clasificó           | No clasificó           |
| 2010                   | No clasificó           | No clasificó           | No clasificó           | No clasificó           | No clasificó           | No clasificó           | No clasificó           |
| 2014                   | No clasificó           | No clasificó           | No clasificó           | No clasificó           | No clasificó           | No clasificó           | No clasificó           |
| 2018                   | No clasificó           | No clasificó           | No clasificó           | No clasificó           | No clasificó           | No clasificó           | No clasificó           |
| 2022                   | No clasificó           | No clasificó           | No clasificó           | No clasificó           | No clasificó           | No clasificó           | No clasificó           |
| 2026                   | No clasificó           | No clasificó           | No clasificó           | No clasificó           | No clasificó           | No clasificó           | No clasificó           |
| 2030                   | Por disputarse         | Por disputarse         | Por disputarse         | Por disputarse         | Por disputarse         | Por disputarse         | Por disputarse         |
| 2034                   | Por disputarse         | Por disputarse         | Por disputarse         | Por disputarse         | Por disputarse         | Por disputarse         | Por disputarse         |
| Total                  | 0/22                   | -                      | -                      | -                      | -                      | -                      | -                      |

### Copa Africana de Naciones
| Copa Africana de Naciones | Copa Africana de Naciones | Copa Africana de Naciones | Copa Africana de Naciones | Copa Africana de Naciones | Copa Africana de Naciones | Copa Africana de Naciones | Copa Africana de Naciones |
| Año                       | Ronda                     | J                         | G                         | E                         | P                         | GF                        | GC                        |
| ------------------------- | ------------------------- | ------------------------- | ------------------------- | ------------------------- | ------------------------- | ------------------------- | ------------------------- |
| 1957 - 1959               | No existía la selección   | No existía la selección   | No existía la selección   | No existía la selección   | No existía la selección   | No existía la selección   | No existía la selección   |
| 1962 - 1990               | No participó              | No participó              | No participó              | No participó              | No participó              | No participó              | No participó              |
| 1992                      | No clasificó              | No clasificó              | No clasificó              | No clasificó              | No clasificó              | No clasificó              | No clasificó              |
| 1994                      | Se retiró                 | Se retiró                 | Se retiró                 | Se retiró                 | Se retiró                 | Se retiró                 | Se retiró                 |
| 1996                      | No participó              | No participó              | No participó              | No participó              | No participó              | No participó              | No participó              |
| 1998                      | No participó              | No participó              | No participó              | No participó              | No participó              | No participó              | No participó              |
| 2000                      | No clasificó              | No clasificó              | No clasificó              | No clasificó              | No clasificó              | No clasificó              | No clasificó              |
| 2002                      | No participó              | No participó              | No participó              | No participó              | No participó              | No participó              | No participó              |
| 2004                      | No clasificó              | No clasificó              | No clasificó              | No clasificó              | No clasificó              | No clasificó              | No clasificó              |
| 2006                      | No clasificó              | No clasificó              | No clasificó              | No clasificó              | No clasificó              | No clasificó              | No clasificó              |
| 2008                      | No clasificó              | No clasificó              | No clasificó              | No clasificó              | No clasificó              | No clasificó              | No clasificó              |
| 2010                      | No clasificó              | No clasificó              | No clasificó              | No clasificó              | No clasificó              | No clasificó              | No clasificó              |
| 2012                      | No clasificó              | No clasificó              | No clasificó              | No clasificó              | No clasificó              | No clasificó              | No clasificó              |
| 2013                      | No clasificó              | No clasificó              | No clasificó              | No clasificó              | No clasificó              | No clasificó              | No clasificó              |
| 2015                      | No clasificó              | No clasificó              | No clasificó              | No clasificó              | No clasificó              | No clasificó              | No clasificó              |
| 2017                      | Se retiró                 | Se retiró                 | Se retiró                 | Se retiró                 | Se retiró                 | Se retiró                 | Se retiró                 |
| 2019                      | Suspendido                | Suspendido                | Suspendido                | Suspendido                | Suspendido                | Suspendido                | Suspendido                |
| 2021                      | Descalificado             | Descalificado             | Descalificado             | Descalificado             | Descalificado             | Descalificado             | Descalificado             |
| 2023                      | No clasificó              | No clasificó              | No clasificó              | No clasificó              | No clasificó              | No clasificó              | No clasificó              |
| 2025                      | No clasificó              | No clasificó              | No clasificó              | No clasificó              | No clasificó              | No clasificó              | No clasificó              |
| 2027                      | Por definir               | Por definir               | Por definir               | Por definir               | Por definir               | Por definir               | Por definir               |
| Total                     | 0/35                      | -                         | -                         | -                         | -                         | -                         | -                         |

## Selección local

### Campeonato Africano de Naciones
| Campeonato Africano de Naciones | Campeonato Africano de Naciones | Campeonato Africano de Naciones | Campeonato Africano de Naciones | Campeonato Africano de Naciones | Campeonato Africano de Naciones | Campeonato Africano de Naciones | Campeonato Africano de Naciones |
| Año                             | Ronda                           | J                               | G                               | E                               | P                               | GF                              | GC                              |
| ------------------------------- | ------------------------------- | ------------------------------- | ------------------------------- | ------------------------------- | ------------------------------- | ------------------------------- | ------------------------------- |
| 2009                            | Suspendido                      | Suspendido                      | Suspendido                      | Suspendido                      | Suspendido                      | Suspendido                      | Suspendido                      |
| 2011                            | No participó                    | No participó                    | No participó                    | No participó                    | No participó                    | No participó                    | No participó                    |
| 2014                            | No participó                    | No participó                    | No participó                    | No participó                    | No participó                    | No participó                    | No participó                    |
| 2016                            | No clasificó                    | No clasificó                    | No clasificó                    | No clasificó                    | No clasificó                    | No clasificó                    | No clasificó                    |
| 2018                            | No participó                    | No participó                    | No participó                    | No participó                    | No participó                    | No participó                    | No participó                    |
| 2021                            | No clasificó                    | No clasificó                    | No clasificó                    | No clasificó                    | No clasificó                    | No clasificó                    | No clasificó                    |
| 2023                            | No clasificó                    | No clasificó                    | No clasificó                    | No clasificó                    | No clasificó                    | No clasificó                    | No clasificó                    |
| 2025                            | No clasificó                    | No clasificó                    | No clasificó                    | No clasificó                    | No clasificó                    | No clasificó                    | No clasificó                    |
| Total                           | 0/8                             | -                               | -                               | -                               | -                               | -                               | -                               |

### Copa UDEAC
| Copa UDEAC | Copa UDEAC     | Copa UDEAC | Copa UDEAC | Copa UDEAC | Copa UDEAC | Copa UDEAC | Copa UDEAC |
| Año        | Ronda          | J          | G          | E          | P          | GF         | GC         |
| ---------- | -------------- | ---------- | ---------- | ---------- | ---------- | ---------- | ---------- |
| 1984       | Quinto lugar   | 3          | 0          | 2          | 1          | 4          | 6          |
| 1985       | Cuarto lugar   | 4          | 1          | 0          | 3          | 4          | 8          |
| 1986       | Subcampeón     | 4          | 1          | 1          | 2          | 3          | 7          |
| 1987       | Subcampeón     | 4          | 2          | 1          | 1          | 7          | 3          |
| 1988       | Fase de grupos | 2          | 0          | 0          | 2          | 2          | 4          |
| 1989       | Cuarto lugar   | 5          | 1          | 2          | 2          | 3          | 5          |
| 1990       | Tercer lugar   | 4          | 2          | 0          | 2          | 3          | 5          |
| Total      | 7/7            | 26         | 7          | 6          | 13         | 26         | 38         |

### Copa CEMAC
| Copa CEMAC | Copa CEMAC     | Copa CEMAC | Copa CEMAC | Copa CEMAC | Copa CEMAC | Copa CEMAC | Copa CEMAC |
| Año        | Ronda          | J          | G          | E          | P          | GF         | GC         |
| ---------- | -------------- | ---------- | ---------- | ---------- | ---------- | ---------- | ---------- |
| 2003       | Se retiró      | Se retiró  | Se retiró  | Se retiró  | Se retiró  | Se retiró  | Se retiró  |
| 2005       | Subcampeón     | 4          | 1          | 2          | 1          | 3          | 2          |
| 2006       | Cuarto lugar   | 4          | 0          | 3          | 1          | 3          | 4          |
| 2007       | Tercer lugar   | 4          | 3          | 0          | 1          | 7          | 5          |
| 2008       | Cuarto lugar   | 4          | 1          | 1          | 2          | 4          | 6          |
| 2009       | Tercer lugar   | 4          | 2          | 0          | 2          | 6          | 6          |
| 2010       | Cuarto lugar   | 4          | 1          | 0          | 3          | 6          | 6          |
| 2013       | Fase de grupos | 2          | 0          | 0          | 2          | 0          | 2          |
| 2014       | Campeón        | 4          | 3          | 0          | 1          | 7          | 3          |
| Total      | 8/9            | 30         | 11         | 6          | 13         | 36         | 34         |

## Palmarés
- Copa CEMAC: 1

Campeón (2014)
- Copa UDEAC: 2

Subcampeón (1986, 1987)

## Entrenadores
- Vasily Sokolov (1967–1971)
- Anzor Kavazashvili (1976–1977)
- Moussarou Ngongolo (1998)[5]
- Yann Djim Ngarlendana (1998)[6]
- Douba Djibrine (1999)[7]
- Marcel Mao (2000)
- Jean Paul Akono (2002–2003)
- Yann Djim Ngarlendana (2003)
- Yann Djim Ngarlendana (2005,[8] 2006[9])
- Modou Kouta (2006)
- Natoltiga Okalah (2006 - 2007)
- Mahamat Adoum (2007)[10]
- Natoltiga Okalah (2008)
- Sherif El-Khashab (2009–2011)
- Modou Kouta (2011-2013)
- Emmanuel Trégoat (2014-2015)
- Rigobert Song (2015)
- Modou Kouta (2015-2016)
- Djimtan Yatamadji (2019)
- Emmanuel Trégoat (2019-2020)[11][12]
- Djimtan Yatamadji (2020-2023)[13]
- Kévin Nicaise (2023-2025)
- Tahir Zakaria (2025)
- Raoul Savoy (2025-)

## Jugadores

### Última convocatoria
| No. | Pos. | Jugador              | Fecha de nacimiento (edad)         | Apa. | Goles | Club             |
| --- | ---- | -------------------- | ---------------------------------- | ---- | ----- | ---------------- |
|     | POR  | Mathieu Adoassou     | 9 de mayo de 1995 (30 años)        | 9    | 0     | Renaissance      |
|     | POR  | Gabin Allah-Batnan   | 19 de febrero de 2000 (25 años)    | 5    | 0     | Coton Sport      |
|     | POR  | Adoum Deffallah      | 31 de octubre de 1994 (30 años)    | 0    | 0     | Elect-Sport      |
|     |      |                      |                                    |      |       |                  |
|     | DEF  | Marcel Ninga         | 25 de abril de 1988 (37 años)      | 11   | 0     | Eding Sport      |
|     | DEF  | Ahmat Abderamane     | 1 de enero de 1993 (32 años)       | 9    | 2     | Renaissance      |
|     | DEF  | Abdelaziz Issa       | 2 de enero de 1995 (30 años)       | 8    | 0     | Renaissance      |
|     | DEF  | Aubin Mbaïgolmem     | 22 de octubre de 1994 (30 años)    | 4    | 0     | Foullah Edifice  |
|     | DEF  | Marvin Assane        | 30 de julio de 1993 (32 años)      | 1    | 0     | Engordany        |
|     | DEF  | Abdallah Abdelrazakh | 1 de enero de 1994 (31 años)       | 1    | 0     | Al Hala          |
|     | DEF  | Marc Hassan          | 13 de julio de 2000 (25 años)      | 0    | 0     | Dragon Club      |
|     | DEF  | Nouri Mahamat        | 20 de septiembre de 1998 (26 años) | 0    | 0     | Vineuil          |
|     |      |                      |                                    |      |       |                  |
|     | MED  | Mahamat Labbo        | 21 de julio de 1988 (37 años)      | 17   | 4     | Portugais Cholet |
|     | MED  | Bakhit Djibrine      | 17 de abril de 1995 (30 años)      | 13   | 0     | Foullah Edifice  |
|     | MED  | Éric Mbangossoum     | 26 de mayo de 2000 (25 años)       | 9    | 0     | Union de Touarga |
|     | MED  | Abderahim Aboubakar  | 27 de octubre de 1997 (27 años)    | 4    | 0     | USON Mondeville  |
|     | MED  | Youssouf Abanga      | 9 de agosto de 1996 (28 años)      | 2    | 0     | CotonTchad       |
|     | MED  | Moubarak Djibrine    | 1 de julio de 1997 (28 años)       | 2    | 0     | DGSSIE           |
|     | MED  | Loubandem Guiguiban  | 3 de junio de 1991 (34 años)       | 2    | 0     | Gazelle          |
|     | MED  | Djibrine Mahamat     | 9 de septiembre de 2000 (24 años)  | 1    | 0     | Al-Jabalain      |
|     | MED  | Haroun Tchaouna      | 14 de mayo de 2000 (25 años)       | 0    | 0     | Dijon B          |
|     | MED  | Abdoulaye Yacoub     | 24 de octubre de 1990 (34 años)    | 1    | 0     | Coton Sport      |
|     |      |                      |                                    |      |       |                  |
|     | DEL  | Ezechiel N'Douassel  | 22 de abril de 1988 (37 años)      | 47   | 15    | Bhayangkara Solo |
|     | DEL  | Casimir Ninga        | 17 de mayo de 1993 (32 años)       | 29   | 5     | Angers           |
|     | DEL  | Yaya Kerim           | 10 de agosto de 1991 (33 años)     | 12   | 1     | Foullah Edifice  |
|     | DEL  | Marius Mouandilmadji | 22 de enero de 1997 (28 años)      | 9    | 1     | Seraing          |
|     | DEL  | Brahim Mahamat       | 13 de noviembre de 1995 (29 años)  | 4    | 0     | Aviron Bayonnais |
|     | DEL  | Hassane Brahim       | 13 de noviembre de 1989 (35 años)  | 3    | 0     | Etincelles       |
|     | DEL  | Abdelaziz Makine     | 4 de junio de 1995 (30 años)       | 2    | 1     | Gazelle          |